# Teresa Wyka
Teresa Wyka (ur. 10 stycznia 1953 w Łodzi) – polska prawnik, doktor habilitowany nauk prawnych, profesor uczelni w
Uniwersytecie Łódzkim i Akademii Leona Koźmińskiego w Warszawie, specjalista w zakresie prawa pracy.

## Życiorys
Jest absolwentką XX Liceum Ogólnokształcącego w Łodzi (1971). W 1975 ukończyła studia prawnicze na Uniwersytecie Łódzkim i podjęła pracę na macierzystej uczelni. W 1983 na podstawie napisanej pod kierunkiem Henryka Lewandowskiego rozprawy pt. Sytuacja prawna osób wykonujących pracę nakładczą otrzymała na Wydziale Prawa i Administracji Uniwersytetu Łódzkiego stopień naukowy doktora nauk prawnych. Tam też uzyskała w 2004 stopień doktora habilitowanego nauk prawnych w zakresie prawa.
Została profesorem nadzwyczajnym Uniwersytetu Łódzkiego na Wydziale Prawa i Administracji w Katedrze Prawa Pracy oraz profesorem nadzwyczajnym w Akademii Leona Koźmińskiego w Warszawie w Katedrze Prawa Cywilnego i Prawa Pracy.
Pełniła funkcję prodziekana Wydziału Prawa i Administracji Uniwersytetu Łódzkiego.
Była pracownikiem Instytutu Medycyny Pracy im. prof. dra med. Jerzego Nofera w Łodzi, profesorem Salezjańskiej Wyższej Szkoły Ekonomii i Zarządzania w Łodzi (Wydział Administracji; Katedra Nauk Prawnych).
W Akademii Leona Koźmińskiego w Warszawie była kierownikiem Katedry Prawa Pracy.
Była członkiem Rady Ochrony Pracy VI kadencji (1998–2002).